# Partit Occità
El Partit Occità o Partit Occitan en occità (POC) és un partit polític occità defensor d'una Occitània autònoma dins una França i una Europa solidàries amb els pobles minoritaris. Alguns dels seus membres es consideren "nacionalistes".

## Història
Es formà a Tolosa el 23 i 24 de maig 1987 de la unió d'algunes llistes regionalistes de les eleccions del 1986 com Union Occitana de Tarn o Per las regionalas, Los Regionalistas de l'Alta Garona, així com les restes de Volem Viure al País i País Nòstre. Una altra de les formacions fundadores fou Entau País (Pel país), una formació política occitanista fundada el 1988 (el 1990 al Bearn) i dirigida entre altres per David Grosclaude, fins a la seva desaparició el 1995 que reclamava més poder regional i promouria la convocatòria d'uns Estats Generaus dera Lenga amb la participació, a més de l'IEO, el Partit Occità, el CREO i els felibres, i que popularitza l'eslògan En occitan, la vida tota.
Ja el 1985 representà Occitània en la Conferència de Nacions Sense Estat d'Europa Occidental (CONSEU) on hi participaren Emgann (Bretanya), MCA (Còrsega), Sinn Féin (Irlanda), Herri Batasuna (País Basc), Bloque Nacionalista Galego (Galícia) i la Crida a la Solidaritat en Defensa de la Llengua, la Cultura i la Nació Catalanes.
S'ha presentat amb un cert ressò a les eleccions locals, ja que dominen algunes comunes rurals, i a les regionals a Llenguadoc i Provença. Fa part de l'Aliança Lliure Europea i es proposa fer emergir la qüestió occitana del domini públic, desalienar i conscienciar el poble occità i rellançar un moviment occitanista creïble en favor del reconeixement occità.

## Lo Cebier
Lo Cebier. La Letra Occitanista (també Lou Cebié) és un dels òrgans del Partit Occità com anteriorment ho havia estat del Partit Nacionalista Occità. És de periodicitat bimestral i s'edita a Oliulas, al departament de Var (Provença). El periòdic és de temàtica política marcadament occitanista però només té els títols i un 20% del text com a molt en occità i la seva web és bilingüe occità-francès.

## Resultats electorals

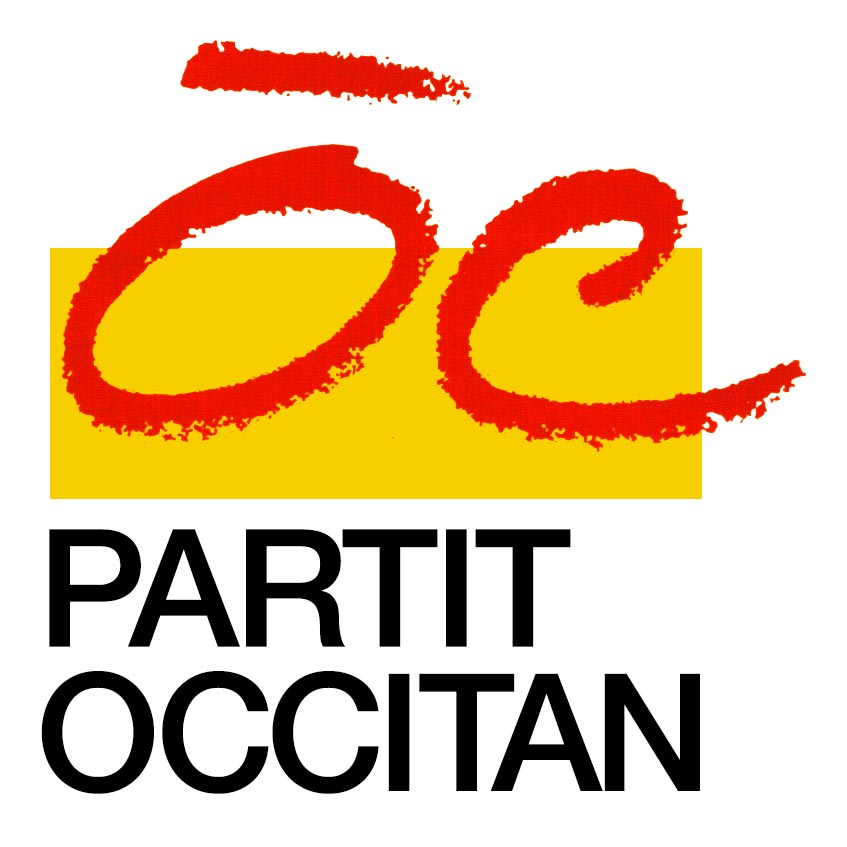
Logotip original (1987) per Joan-Claudi Pertuzé

Des de 1987 es presenta regularment a les diferents eleccions franceses d'àmbit municipal, cantonal, regional o estatal. A les eleccions regionals franceses de 1992 obtingué el 5,87% dels vots a la Provença. A les eleccions legislatives franceses de 1993, va obtenir l'1% al districte d'Ais de Provença (havia tret el 0,73% el 1992) i el 7,12% a Castres (1,64% el 1992). Però a les generals del 1997 només va obtenir l'1,6% arreu d'Occitània. Posteriorment va obtenir:
- Municipals de 2001 : alcaldia de Sant Ostian (Alvèrnia).
- eleccions cantonals franceses de 2004: Sant Julian-Chaptuèlh, on Gustave Alirol va obtenir el 19,1%;[7] Tolosa 3, Philippe Sour va obtenir el 9,81%[7]
- eleccions cantonals franceses de 2008: Pena d'Agenés, 10,6%; La Vaur, 10,49%

A les eleccions legislatives franceses de 2007 va fer part de la candidatura de Les Verts i es va presentar en solitari a la primera circumscripció de l'Alta Loira (2,09%), la 3a d'Olt i Garona (1,64%) i la 3a dels Alts Pirineus (1,09%).
A les eleccions europees de 2009 el Partit Occità cridà a signar el manifest "Europe-Écologie" i a participar-ne als comitès locals. Es va unir oficialment a Europe Écologie a través de la federació Regions i Pobles Solidaris. Hi participà en la regió sud-est al costat d'altres components d'EE a l'elecció de François Alfonsi com a eurodiputat representant dels interessos autonomistes.
A les eleccions regionals de 2010 el Partit Occità va obtenir 5 electes gràcies a la seva coalició amb Europa Ecologia:
- Aquitània : David Grosclaude
- Alvèrnia : Gustave Alirol
- Migdia-Pirineus : Guilhem Latrubesse
- Provença-Alps-Costa Blava : Hervé Guerrera i Anne-Marie Hautant

A les eleccions cantonals franceses de 2011, va presentar candidats als cantons de Frontonh (on Georges Labouysse va obtenir el 9,8% dels vots), Tolosa-14 (on Lidwine Kempf va obtenir el 9,74%) i Sent Martòri (on Dominique Bares va obtenir el 6,8% a la primera volta).
Per a les eleccions presidencials franceses de 2012 el Partit Occità donarà suport Eva Joly, candidata presentada per EELV.